# Limia perugiae
Limia perugiae är en fiskart som först beskrevs av Barton Warren Evermann och Clark, 1906.  Limia perugiae ingår i släktet Limia och familjen Poeciliidae. Inga underarter finns listade i Catalogue of Life.